# Seznam mrakodrapů v Londýně
| Název                                | Výška /m/ | Umístění                                   | Postaveno |
| ------------------------------------ | --------- | ------------------------------------------ | --------- |
| 1 Canada Square                      | 235       | Canada Square, Canary Wharf, Tower Hamlets | 1990      |
| 122 Leadenhall Street                | 225       | Leadenhall Street, City                    | 2014      |
| 22 Bishopsgate                       | 278       | Bishopsgate, City                          | 2020      |
| 25 Canada Square                     | 199,5     | Canada Square, Canary Wharf, Tower Hamlets | 2001      |
| 30 St Mary Axe (Gherkin, Okurka)     | 180       | St Mary Axe, City                          | 2003      |
| Broadgate Tower                      | 161,3     | Bishopsgate, City                          | 2008      |
| Budova pojišťovny Lloyds             | 95,1      | Lime Street, City                          | 1986      |
| Heron Tower                          | 230       | Bishopsgate, City                          | 2011      |
| HSBC Tower                           | 210       | Canada Square, Canary Wharf, Tower Hamlets | 2002      |
| One Churchill Place                  | 156       | Canary Wharf, Tower Hamlets                | 2004      |
| Pan Peninsula (1 Millharbour)        | 147       | Isle of Dogs, Tower Hamlets                | 2009      |
| Strata SE1 (Castle House, The Razor) | 147       | Elephant and Castle, Southwark             | 2010      |
| The Scalpel                          |           |                                            |           |
| The Shard                            |           |                                            |           |
| Tower 42                             |           |                                            |           |